# 5698 Nolde
Az 5698 Nolde (ideiglenes jelöléssel 4121 T-1) a Naprendszer kisbolygóövében található aszteroida. Cornelis Johannes van Houten,  Ingrid van Houten-Groeneveld,  Tom Gehrels fedezte fel 1971. március 26-án.